# Chhapra
Chhapra – miasto w Indiach, w stanie Bihar. W 2011 roku liczyło 213 714 mieszkańców.